# Montérky

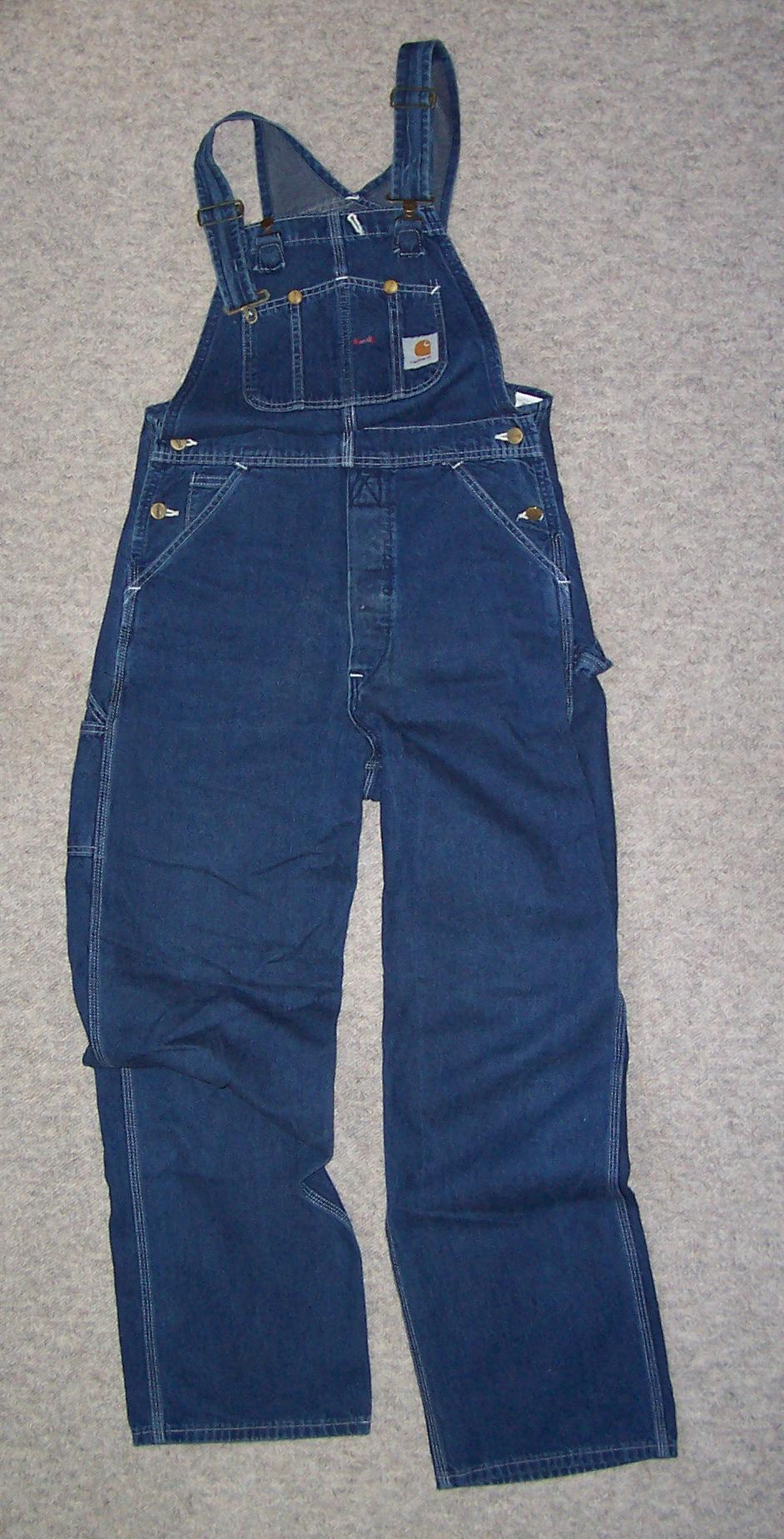
Montérky

Montérky (lidově také modráky) jsou druhem pracovního oděvu, který se využívá především jako ochranný oděv při montážních a technických či zahradnických pracích. Většinou označují pouze spodní část v podobě speciálních kalhot s velkými kapsami po straně a vzadu, přední kapsou na laclu a kšandami. Oproti kombinéze čili overalu nemají horní část pro zakrytí těla s rukávy.
Montérky jsou vyráběny nejčastěji z bavlny, z denimu, která vydrží i nešetrné zacházení. Oblíbené jeansy byly nebo vlastně stále jsou pracovními kalhotami (montérkami) pocházejícími z doby zlaté horečky v Americe.